# Lichořeřišnice hlíznatá

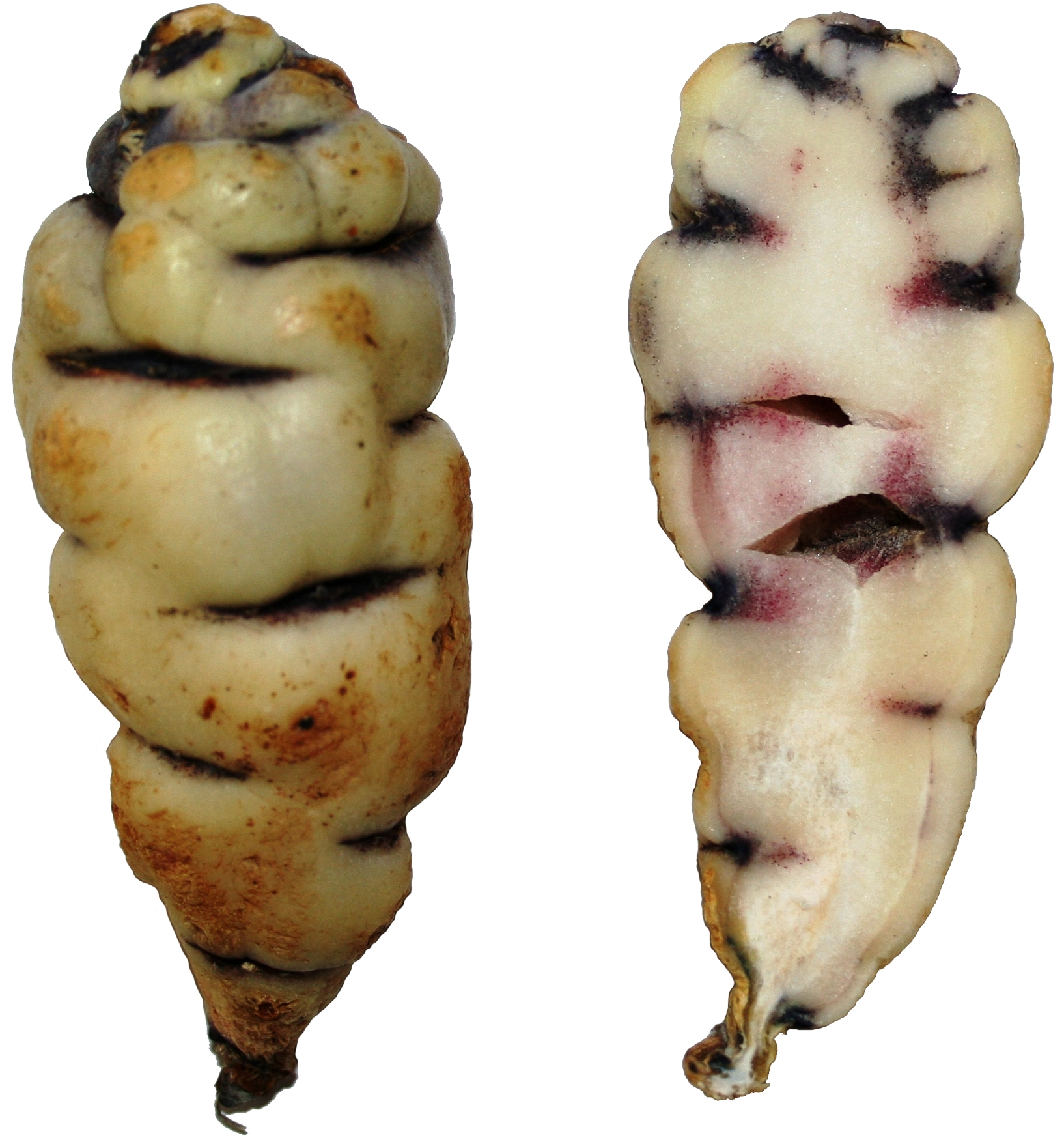
Hlízy lichořeřišnice hlíznaté

Lichořeřišnice hlíznatá (Tropaeolum tuberosum) je vytrvalá užitková rostlina z čeledi lichořeřišnicovitých.

## Rozšíření
Rostlina se převážně pěstuje v místech svého původu, v horských oblastech And, od Kolumbie přes Ekvádor a Peru až po severní oblasti Chile a Argentiny. Zkušebně se pěstuje i na Novém Zélandu.

## Popis
Je to bylina s jedlými hypokotylními hlízami vyrůstajícími z prvního článku stonku. Hlízy jsou obvykle 5 až 15 cm dlouhé o průměru 3 až 6 cm. Povrch hlízy má pokožkou, která po doteku působí mírně voskově. Barva i tvar hlíz jednotlivých kultivarů se od sebe značně liší. Na horní straně hlíz těsně pod povrchem nebo v jeho úrovní rostou tenké oddenky s adventivními kořeny. Shora na oddencích vyrůstají lodyhy. Nové narostlé hlízy se sklízejí za cca 6 až 8 měsíců po jejich výsadbě. Ponechané malé hlíz v zemi příští rok vzrostou a mohou se tak stát plevelným problémem.
Poměrně dužnaté lodyhy po vyrašení jsou vzpřímené, ale brzy se vyvrátí, stanou se plazivé a rostou po zemi nebo pokrývají jiné rostliny. Pokud mají oporu, vyrůstají až do výšky 2 m. Zachytávají se svými ovíjivými listy s načervenalými řapíky dlouhými 5 až 20 cm. Čepele listů jsou dlouhé 4 až 6 cm a široké 5 až 7 cm s tupou špičkou mírně ohnutou nahoru, horní strana je tmavě zelená a spodní světle. Po ukončení produkčního cyklu lodyhy usychají, hlízy v zemi přežívají do příští sezony, zima jim nevadí.
Souměrné květy vyrůstají osamoceně na stopkách které jsou dlouhé 15 až 25 cm. Kalich má pět nápadně zbarvených lalokovitých lístků, žlutě nebo červeně, spodní jsou kopinaté 12 až 14 mm dlouhé a 4 až 5 mm široké u báze, ostatní mají délku 18 až 22 mm a šířku 6 až 8 mm. V květu je 8 volných tyčinek, semeník je svrchní, čnělky mají tři blizny. Lichořeřišnice hlíznatá začíná kvést 3 až 4 měsíce po vyklíčení a kvete 1 až 1,5 měsíce, květ bývá otevřen 8 až 15 dnů, je bohatý na pyl a láká hmyz i drobné ptactvo. Plodem je tobolka se třemi semeny. Přestože vytváří hodně semen která dobře klíčí, při tradičním pěstování se rostliny rozmnožuje hlízami.

## Pěstování
Podle archeologických nálezů se lichořeřišnice hlíznatá vyskytuje v oblastí And od počátků doby Inků. Pěstuje se pro své jedlé hlízy, které se jedí jako kořenová zelenina, nejčastěji v nadmořských výškách od 3000 do 4000 m, v místech s extrémními teplotami, s kolísajícími srážkami, silnými větry a nekvalitní půdou. Je považována za důležitý potravinový zdroj na tamním venkově. Výživná hodnota hlíz je vysoká, suché hlízy obsahují téměř 80 % sacharidů, 15 % bílkovin a velké množství beta-karotenu a vitamínu C.
Málokdy se lichořeřišnice hlíznatá pěstuje na poli jako monokultura, většinou společně s další místní plodinou, např. brambory, šťavel hlíznatý, melok hlíznatý, merlík čilský nebo bob obecný. Často se pěstuje v řádcích ohraničujících políčka, za účelem odrazení živočišných škůdců i plísňových onemocnění, tato její schopnost se připisuje vysoké úrovni isothiokyanátů. Pokud se sází na celé pole, pak pro její minimální nároky na úživnost půdy, jako poslední rostlina před občasným „odpočíváním“ pole, kde pole leží jednu nebo dvě sezony ladem. Tamní rolníci mají k dispozici minimum hnoje a průmyslová hnojiva stejně jako pesticidy žádné. Snižuje se tak i případné zaplevelování půdy, neboť lichořeřišnice hlíznatá vyraší příští rok i z té nejmenší zapomenuté hlízky. Od vysázení do sklizně hlíz (za 200 až 245 dnů) se o plodinu nikdo nestará.

## Využití
Syrové hlízy jsou nechutné, upravují se proto tepelně. Některé jsou pak sladké, jiné nahořklé. jsou vařeny nebo dušeny společně s masem, zeleninou, kukuřici, brambory nebo se jedí pečené a smažené jako příloha k zelenině. Mladé listy, květy i lodyhy se hodí na přípravu zeleninových jídel. Mají-li obyvatelé dostatek jiné stravy, lichořeřišnicí hlíznatou opouštějí.
Lichořeřišnice hlíznatá má v andském regionu široké použití v lidovém lékařství. Hlízy se používají jako diuretikum a antiseptikum k léčbě nemoci ledvin, močového měchýře i k vypuzení ledvinových kamenů. Používá se také k léčbě kožních vředů a zbavuje lidí vší. Její pověst, že působí jako antiafrodisiakum nebyla zcela prokázána, snižuje sice až o 45 % tvorbu některých mužských hormonů, ale ztráta fertility nebyla pozorována.